# Російські обстріли Одеси (з 2022)
Російські обстріли Одеси та прилеглих територій — низка атак на Одесу та область військами РФ, що почалися під час широкомасштабного російського вторгнення в Україну з 24 лютого 2022 року та тривають понині.
З початку російського наступу на південь України місто Одеса та прилеглий регіон неодноразово обстрілювалися російськими військами — спершу переважно з військових кораблів з акваторії Чорного моря, а потім крилатими ракетами з літаків стратегічної авіації та дронами-камікадзе «Shahed 136».
Через завдані російськими окупантами удари лише в місті Одеса впродовж лютого 2022–листопаду 2024 року загинули щонайменше 84 мирних жителя, у тому числі десятеро дітей, ще декілька сотен цивільних було поранено.
За даними Одеської обласної прокуратури, станом на 1 липня 2024 року по всій Одеській області (місто Одеса та інші населені пункти) внаслідок російських атак загинуло 116 цивільних осіб (з них 10 дітей), тілесні ушкодження отримали 472 особи (з них 41 дитина).

## Хронологія

### 2022

#### Лютий

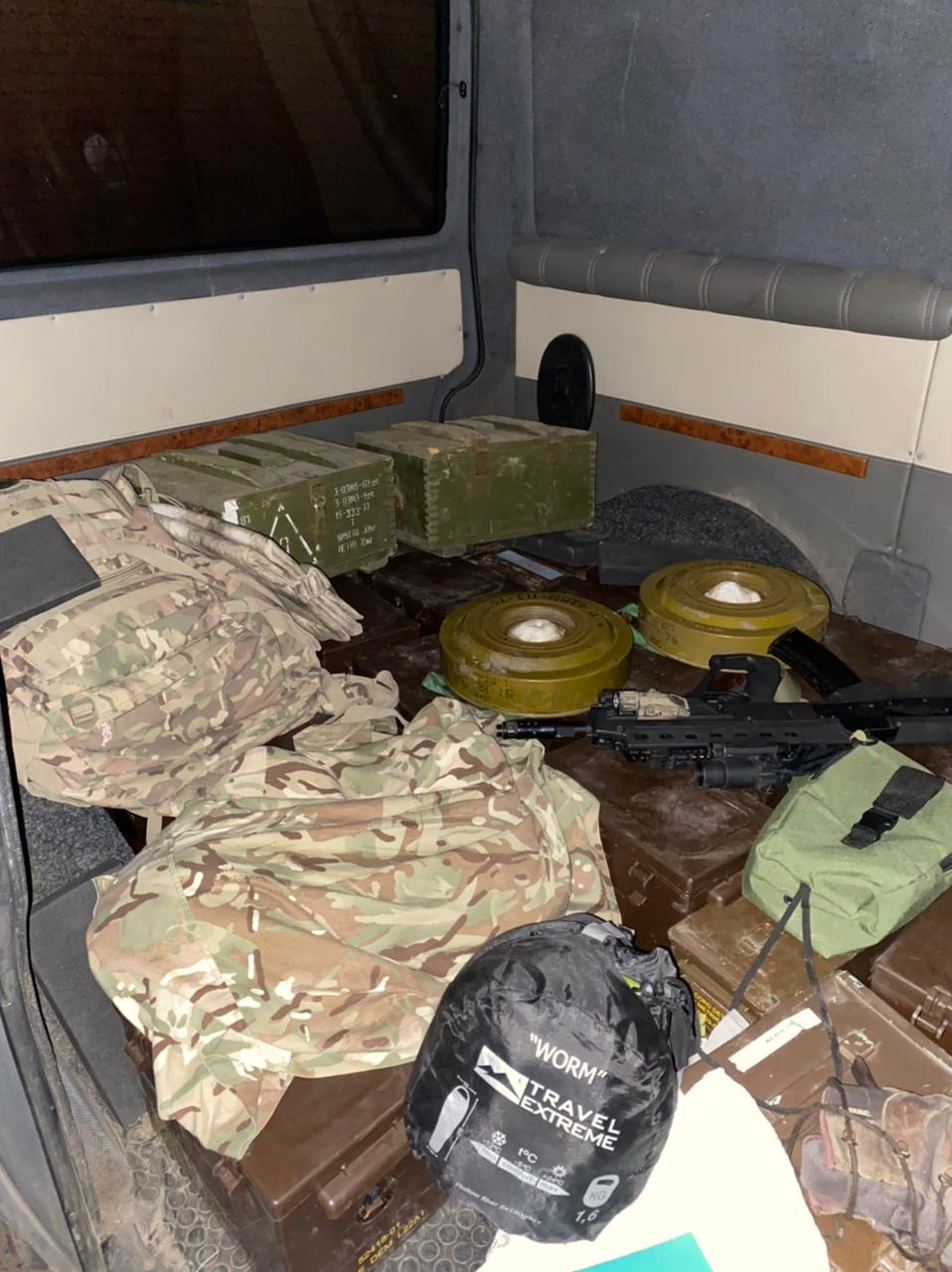
Обладнання російської диверсійно-розвідувальної групи, яка виявлена в місті Роздільна у лютому 2022 року

Перші російські авіаудари по Одесі відбулися в перші хвилини повномасштабної війни, вночі та зранку 24 лютого. Росіяни цілили по складах та військових об'єктах у місті.
25 лютого росіяни здійснили невдалу спробу висадки десанту на кордоні Одеської та Миколаївської областей, на морському узбережжі біля села Коблеве. Проте бійці 28-ї Одеської механізованої бригади ім. Лицарів Зимового походу, що швидко висунулися на місце, знищили як самих десантників, так і їхню техніку.
26 лютого підрозділи ППО однієї з механізованих бригад спільно зі системою протиповітряної оборони Повітряних сил ЗСУ збили військовий літак Су-30. Російські диверсанти діяли в Одесі до 27 лютого, коли українська влада затримала їх та конфіскувала обладнання. Евакуаційні потяги почали вивозити мирних жителів з міста в бік Чернівців та Ужгорода 2 березня з подальшою евакуацією поїздів.
28 лютого командування російських військ збиралося причалити великі десантні кораблі до одеського пляжу «Лузанівка». Проте в той же день кораблі почали виходити з району. Призвані російські моряки на борту кораблів влаштували спробу заколоту проти планів вторгнення на узбережжя Одеси, змусивши припинити заплановане вторгнення[неавторитетне джерело].

#### Березень
2 березня о 12:00 російські війська обстріляли село Дачне, на північний захід від Одеси, пошкодивши газопровід та підпаливши дев'ять будинків і гараж, унаслідок чого в селі загинув щонайменше один мирний житель. Російські кораблі в Одеському порту потопили цивільне судно «Helt», яке не погодилося стати для них «живим щитом». Увечері російські хакери зламали сайти всіх ОТГ Одеської області, опублікувавши там фейк про «капітуляцію».

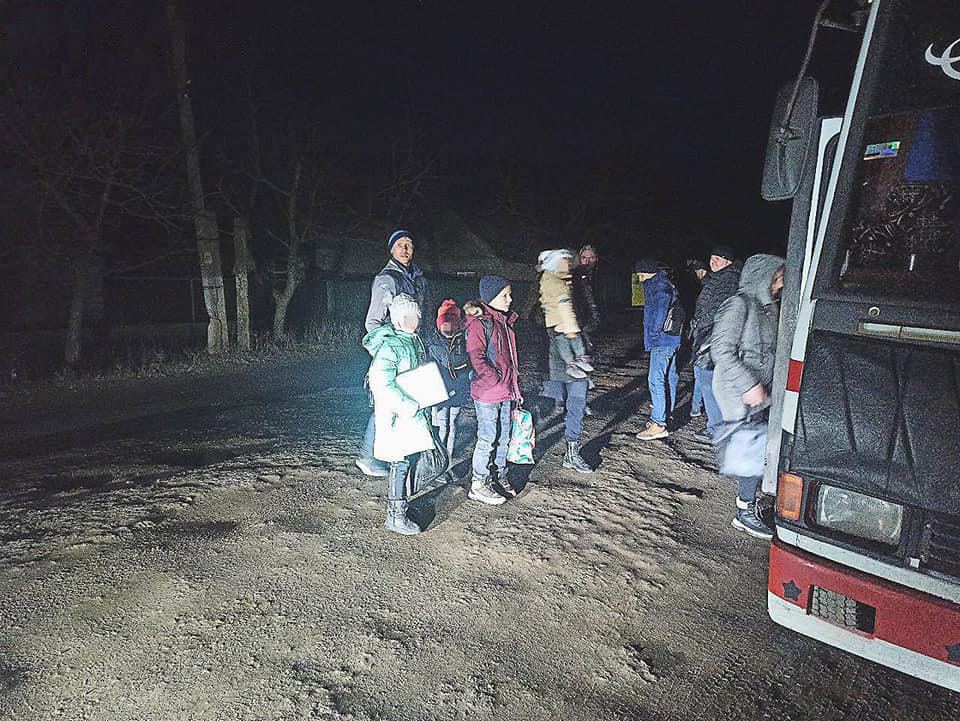
Евакуація мешканців села Біленьке після російських обстрілів 3 березня 2022

3 березня українські військові збили російський літак над Білгород-Дністровським, пілот встиг катапультуватися. Того ж дня російські окупанти обстріляли селище Затока та під вечір двічі обстріляли село Біленьке, де загинула людина.
5 березня ППО ЗСУ в небі над Одесою збили ворожий літак.
Удень 6 березня в небі над Одесою сили ППО ЗСУ збили ще два російські винищувачі. Один із винищувачів упав у море біля узбережжя Одеси, другий — розбився на північ від міста. За словами голови Одеської обласної військової адміністрації Максима Марченка, пілоти встигли катапультуватися та були взяті в полон.
8 березня після перших скарг на неорганізованість від цивільних осіб міста, які бажали приєднатися до сил оборони та яких відправили додому без зброї, в Одесі сформували нову бригаду військ територіальної оборони України.
21 березня два російські кораблі підійшли до узбережжя Одеси в районі Меморіала 411-ї батареї та відкрили безладний вогонь по житлових будинках одеситів, перш ніж українська берегова артилерія відкрила вогонь у відповідь і відігнала їх назад у Чорне море. Унаслідок обстрілу з корабельної артилерії були зруйновані декілька будинків у приватному секторі, а також суттєво пошкоджений багатоповерховий житловий комплекс.
25 березня на Одещині зенітно-ракетні війська Повітряних сил ЗСУ збили над Чорним морем три крилаті ракети, які мали курс на ураження цілей в Одесі та її околицях. Ще дві російські крилаті ракети були збиті біля берегів Одеси 27 березня.

#### Квітень
3 квітня російські війська зранку атакували Одесу з повітря. У місті пролунали вибухи, після яких піднялася велика хмара диму. Вночі лунали сирени повітряної тривоги. Був підбитий російський корабель Адмірал Ессен, який до цього бомбив Одесу та брав участь у знищенні сирійців під час вторгнення рф до Сирії. За словами начальника Одеської військової адміністрації Максима Марченка, під обстріл потрапили Одеський нафтопереробний завод та кілька нафтосховищ.
4 квітня вночі російські війська знов завдали ракетного удару по Одесі. Згідно з повідомленням Оперативного командування «Південь», унаслідок обстрілу ракети не влучили у ціль, але були пошкоджені нежитлові приміщення. Пізніше стало відомо, що ракетні удари завдали шкоди теплицям КП «Міськзелентрест», у яких вирощують квіти для вулиць Одеси.
23 квітня, напередодні Великодня, Одеса вчергове піддалася ракетній атаці: росіяни випустили 6 крилатих ракет типу Х-101 або Х-555 з літаків Ту-95 з району Каспійського моря, дві з яких були збиті системами ППО, а чотири інші влучили по житловій багатоповерхівці та військовому об'єкту. Близько 14:30 завдано ракетного удару по цивільній інфраструктурі, внаслідок чого відбулося загоряння в житловому будинку. Через атаку загинули 8 осіб (у тому числі немовля), близько 20 людей зазнали поранень. Крім того, уламки ще однієї ракети впали на Таїровський цвинтар в Одесі, знищивши квадратний кілометр кладовища та поранивши пенсіонерку, яка прийшла відвідати могили родичів. Від російської ракети в Одесі загинули Валерія Глодан, її тримісячна донька та мати. Російська ракета в Одесі вбила подружню пару. Жінка була вагітна. Також були тимчасово призупинені трамвайні маршрути № 3, 13, 27.
26 квітня було нанесено першого ракетного удару трьома ракетами по підйомному мосту через Дністровський лиман в Затоці, що має важливе значення для залізничного та автомобільного сполучення з південно-західною частиною Одещини. Лише одна з ракет влучила в ціль, решта впали в море, міст зазнав незначних ушкоджень.
27 квітня, орієнтовно о 6:45, російські війська здійснили повторний ракетний удар по мосту через Дністровський лиман, який вже був обстріляний попереднього дня. Унаслідок удару міст був зруйнований. Ракети були випущені зі сторони моря. Проте вже 28 квітня було відновлено залізничне та частково автомобільне сполучення мостом. Російські війська й надалі продовжували ракетні обстріли мосту з метою його знищення. Втретє міст був атакований трьома ракетами 2 травня, вчетвере — 10-го. Уп'яте міст зазнав удару 16 травня, в нього влучили дві ракети, одна впала в море через несправність двигуна. Під час атаки 16 травня одна з ракет влучила замість мосту в бази відпочинку, що призвело до руйнацій та жертв серед цивільного населення: було поранено чотирьох осіб, важко поранено дитину. Останню шосту атаку було здійснено 17 травня.
30 квітня вдень окупанти обстріляли Одеський аеропорт, де постраждала злітно-посадкова смуга, яка була уведена в експлуатацію лише влітку 2021 року. Як повідомив очільник військової адміністрації регіону Максим Марченко, удар був завданий з території тимчасово окупованого Криму береговим ракетним комплексом «Бастіон».

#### Травень
2 травня під час ракетної атаки були пошкоджені гуртожиток і Свято-Іверський монастир УПЦ Московського патріархату. Загинув 15-річний хлопець, а 17-річна дівчина зазнала важких поранень.
3 травня повітряні сили РФ влучили 4 ракетами по місту Арциз. Через це в місті вимкнули світло.
7 травня російські військові завдали ракетних ударів по об'єктах цивільної та критичної інфраструктур у Київському та Хаджибейському районах Одеси. Після ворожих атак зазначені об'єкти зазнали суттєвих руйнувань, включно з новим влучиланням у злітно-посадкову смугу Одеського аеропорту. Крім того, вибуховою хвилею було пошкоджено близько 250 квартир (вибиті вікна, двері, зруйновано фасад будівель) мирних мешканців у житлових багатоповерхівках поруч з місцем події у ж/м «Шкільний» Київського району Одеси. Під час ракетного обстрілу із застосуванням стратегічної авіації був зруйнований приватний меблевий цех, у який влучило 4 ракети типу Х-101 або Х-555; від вибухової хвилі вибило шибки у 252 квартирах у будинках, що розташовані поруч. Ще дві ракети вразили зруйновану раніше злітно-посадкову смугу Одеського аеропорту. Цього ж дня була обстріляна Фонтанська ОТГ, де одна з ракет влучила в житлову забудову, спричинивши пошкодження приватних будинків, інші — зруйнували об'єкти критичної інфраструктури, тимчасово залишивши громаду без електро- та газопостачання.
8 травня, в День пам'яті та примирення, російські війська завдали ракетного удару по об'єкту критичної інфраструктури у м. Арциз Болградського району, внаслідок чого місто тимчасово залишилось без електро- та водопостачання. Ракета влучила по елеватору та знищила силос, у якому було 5 тис. тонн зерна. Вдень із літаків над Чорним морем по Одесі було випущено три ракети. Одну з них вдалося збити, але дві інші влучили в житловий район на узбережжі, зруйнувавши зону відпочинку. Був частково знищений один із готелів на 16-й ст. Великого Фонтану в Одесі — зруйнована одна з його секцій. Усього за день російські війська випустили по Одещині більше 10 ракет.

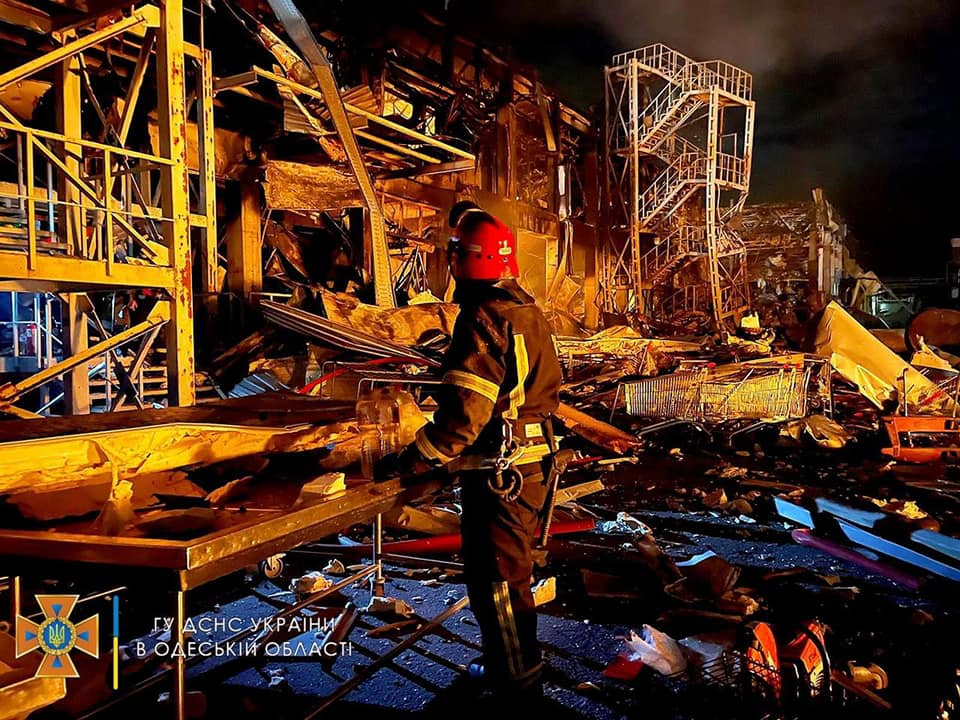
ТЦ «Рив'єра» в селі Фонтанка, зруйнований 9 травня

9 травня, в колишній День перемоги над нацизмом у Другій світовій війні, від ранку й до пізньої ночі російські військові завдавали масованих ракетних ударів по об'єктах цивільної та туристичної інфраструктури в Пересипському районі Одеси, Одеському та Білгород-Дністровському районах області. Упродовж дня ворог застосовував і застарілі крилаті ракети радянського виробництва повітряного базування, і три надсучасні гіперзвукові ракети комплексу «Кинджал» (пуски відбувались з Ту-22М3). У цей час в Одесі були з офіційним візитом голова Європейської ради Шарль Мішель та прем'єр-міністр України Денис Шмигаль, яким довелося сховатися в бомбосховищі. Увечері того ж дня російські війська обстріляли ракетами три складські приміщення в Пересипському районі Одеси. Від вибуху ворожої ракети на території складського приміщення один чоловік загинув та ще двоє людей отримали поранення. Внаслідок обстрілу та пожежі суттєвих руйнувань зазнали складські та адміністративні приміщення. Вибуховою хвилею від ракетного обстрілу був пошкоджений Воронцовський палац.
В Одеському районі пошкоджені будівлі ТЦ «Рів'єра» у селі Фонтанка під містом, трьох мирних мешканців госпіталізували до лікарні з пораненнями. Вибуховою хвилею пошкоджено фасади та вікна житлових будинків поруч з місцем події. ТЦ «Рів'єра» було обстріляно о 22:35, унаслідок ракетного удару виникло руйнування з подальшим займанням на площі близько тисячі квадратних метрів.
Зазнала ворожих атак туристична інфраструктура у Білгород-Дністровському районі — були зруйновані та пошкоджені п'ять будівель бази відпочинку та будівлі малого приватного бізнесу, троє мирних мешканців отримали множинні поранення.
Будь-які військові об'єкти на цих територіях відсутні. В об'єктах нападу не зберігалось будь-якого військового спорядження, вони не використовувались для військових потреб.
Увечері росіяни запустили кілька ракет по Одеській області, спрацювала ППО, що перехопила їх. Війська РФ завдали удару по області 4 ракетами типу «Онікс».

#### Червень
Удень 20 червня протягом трьох годин ворог наносив по півдню країни масований ракетний удар 14 ракетами: по Очакову, гирлу Дунаю, Білгород-Дністровському районі Одещини та самій Одесі, де внаслідок влучання ракети полум'ям був знищений логістичний продовольчий склад. Спочатку було оголошено, що поранених серед цивільних немає, але згодом стало відомо, що загинув охоронець складу. Він став 11-м мирним мешканцем Одеси, що загинув від ракетних обстрілів Одеси з боку Росії.
Зранку 28 червня російські окупанти атакували Одеську область крилатою ракетою типу «Онікс» з берегового ракетного комплексу «Бастіон», розташованого в тимчасово окупованому Криму.

#### Липень
Станом на 1 липня кількість жертв обстрілів росіянами Одещини житлового будинку та бази відпочинку у Сергіївці склала 22 людини, 40 людей поранено.
На світанку 16 липня російська ракета знищила будівлю торговельного складу на вулиці Балківській в Одесі неподалік від густонаселеного житлового району. Внаслідок подальшого займання виникла масштабна пожежа на площі 1000 кв. м, а чорний дим огорнув значну частину міста.
23 липня 2022 року російські загарбники атакували Одеський морський торговельний порт крилатими ракетами типу «Калібр». Дві ракети були збиті силами протиповітряної оборони, ще дві влучили в об'єкти інфраструктури порту. Причому за день до того, 22 липня, окупанти підписали договір про вивезення зерна з українських портів.

#### Вересень
23 вересня Одесу атакували дронами-камікадзе «Шахед-136» іранського виробництва: була пошкоджена адмінбудівля у припортовій зоні, є загиблий та поранені.

#### Жовтень— грудень

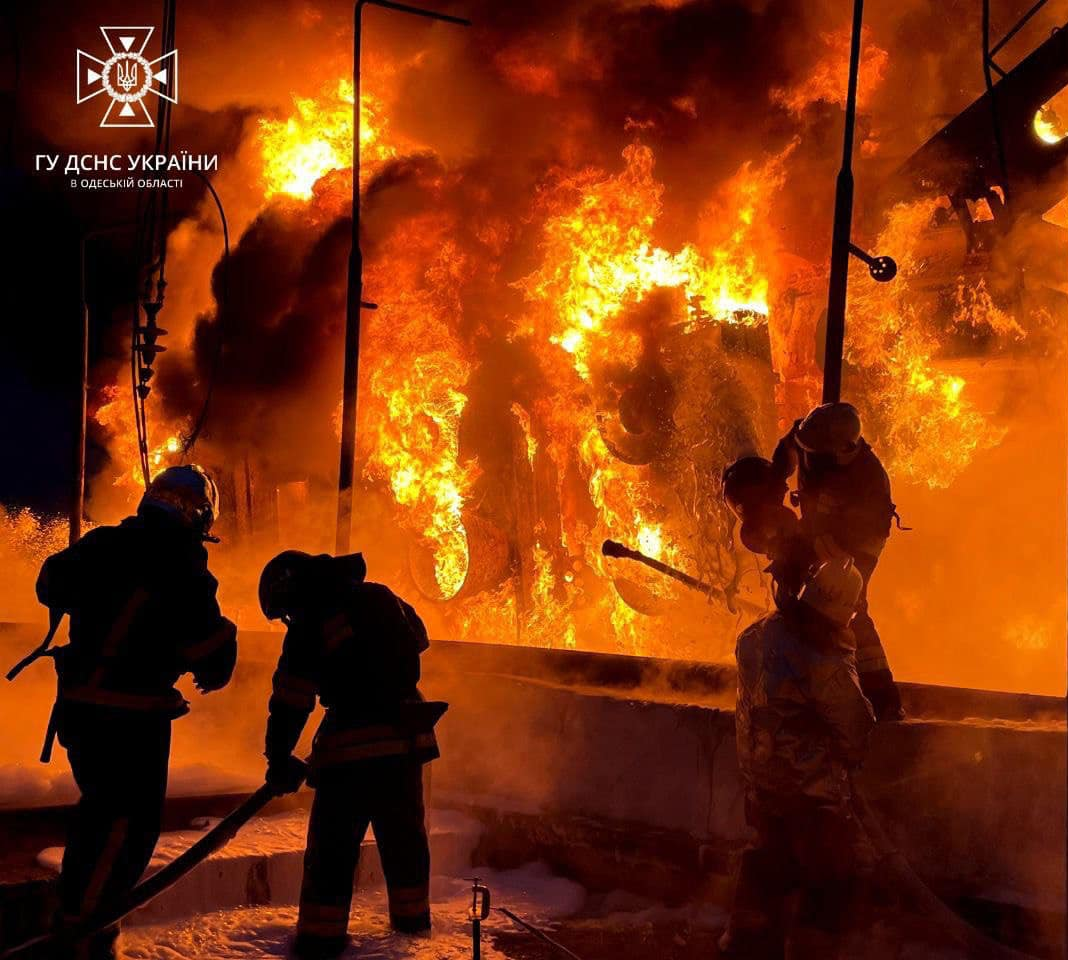
Одеські рятувальники борються з полум'ям після ракетної атаки на місто 5 грудня 2022 року

Протягом зими 2022/2023 року Одеська область неодноразово потерпала від ракетних ударів по енергетичній інфраструктурі, внаслідок чого Одеса та прилеглі райони кілька діб були повністю знеструмлені. Зокрема, Одещина пережила атаки 10 та 22 жовтня, 5 грудня (після цього обстрілу знеструмленими лишилися всі насосні станції та резервні лінії, тиждень не працював електротранспорт, не було водо- й теплопостачання в усьому місті), а також 10 грудня та 29 грудня.

### 2023

#### Січень— березень
Через обстріли Одеси водопостачання та теплопостачання було відсутнє у цілому місті також 26 січня, 10 лютого та 9 березня.

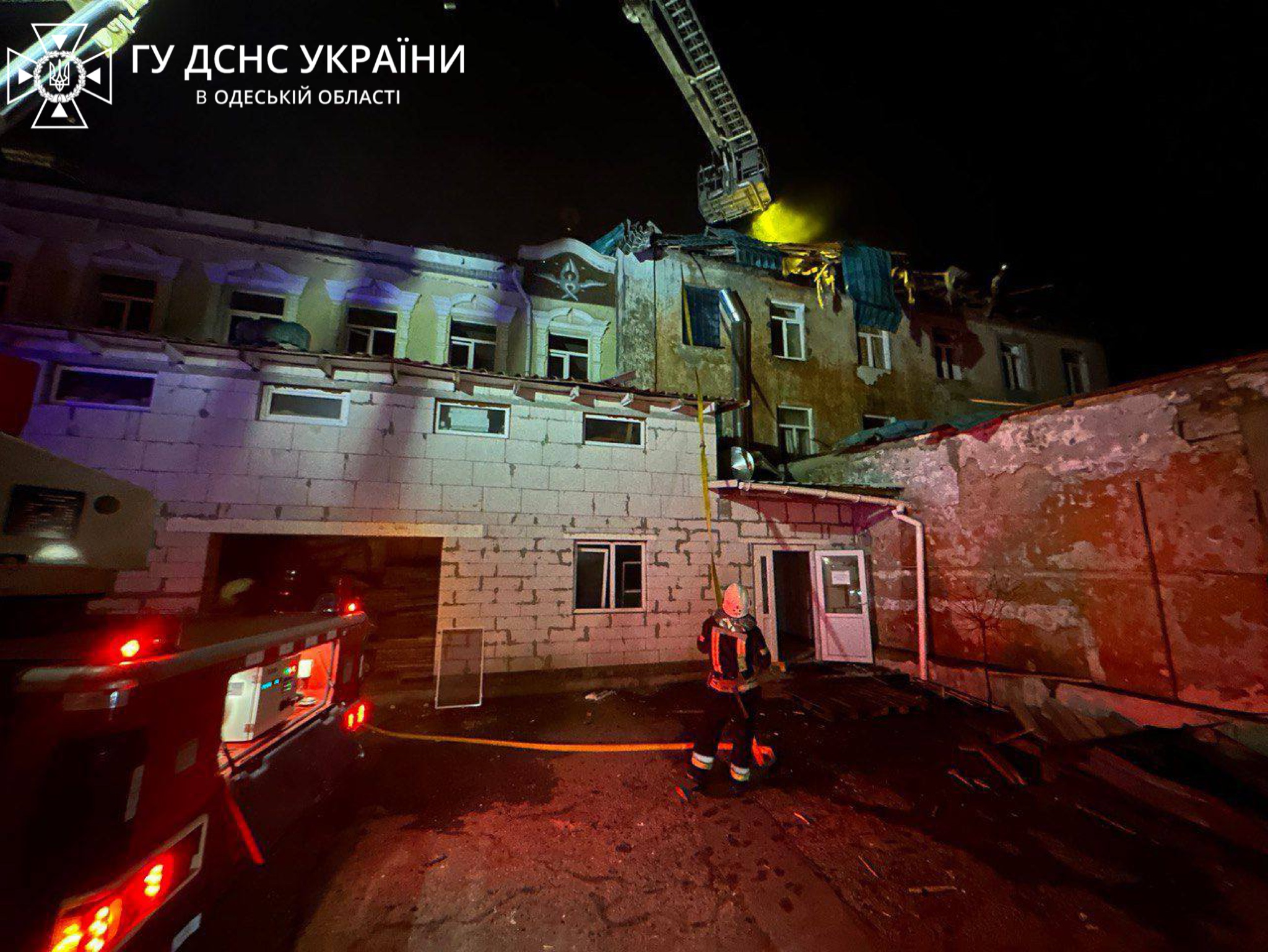
Пошкоджена келія на території Свято-Іверського чоловічого монастиря УПЦ МП в Одесі, куди влучила російська ракета

21 березня російські окупанти атакували Одесу з винищувачів Су-35 ракетами Х-59. Українські сили ППО збили частину ракет, утім були й влучання. Зокрема, одна з ворожих ракет влучила по території Свято-Іверського чоловічого монастиря УПЦ МП. Постраждали четверо людей — ченці та робітник, що працював у монастирі.

#### Квітень
4 квітня, вночі, російські безпілотники знов атакували Одесу та прилеглий Одеський район. Масштабну атаку здійснювали 15 дронів-камікадзе. За результатами роботи підрозділів протиповітряної оборони більшість з них була збита. Унаслідок влучання по одному з підприємств виникла масштабна пожежа, яку до ранку рятувальникам вдалося ліквідувати.

#### Травень
Уранці 4 травня російські війська спрямували на Одесу 15 дронів «Shahed-131/136», 12 з них знищили сили ППО та вогневі групи, але три із запущених дронів вдарили по гуртожитках одного з навчальних закладів Одеси, унаслідок чого виникла пожежа. Люди не постраждали.
У ніч із 7 на 8 травня в Одесі знов пролунали вибухи — місто було атаковано крилатими ракетами Х-22. Рятувальники ліквідували пожежу, загинула одна людина. Внаслідок обстрілів в Одесі згоріли склади з гуманітарною допомогою українського Червоного Хреста, про що повідомила пресслужба організації. Крім того, руйнувань зазнала й область — унаслідок ракетного удару РФ у Білгород-Дністровському районі Одещини зруйновано базу відпочинку, також пошкоджено п'ять сусідніх баз та понад 20 дачних будинків.

#### Червень
У ніч на 10 червня Одеса знову зазнала масованої російської атаки ракетами «Онікс» та дронами «Shahed». Усі повітряні цілі були збиті, але внаслідок падіння уламків на житловий дев'ятиповерховий будинок загинуло троє мирних жителів, а 26 осіб, зокрема двоє дітей та вагітна дівчина, були поранені. У декількох багатоповерхових будівлях поруч повибивало вікна, рами, пошкодило балкони. Крім того, суттєво постраждали будівлі двох одеських шкіл та трьох дитячих садків.
14 червня, вранці, черговий ракетний удар російськими «Калібрами» привів до масштабних руйнувань та загибелі мирних мешканців. В одному з районів міста зруйновано склад торговельної мережі «Таврія-В», в іншому — пошкоджено багатоповерховий житловий комплекс, ресторан McDonald's, Музей цікавої науки, магазини, та інші цивільні об'єкти. Також суттєво постраждав Національний університет «Одеська політехніка».

#### Липень

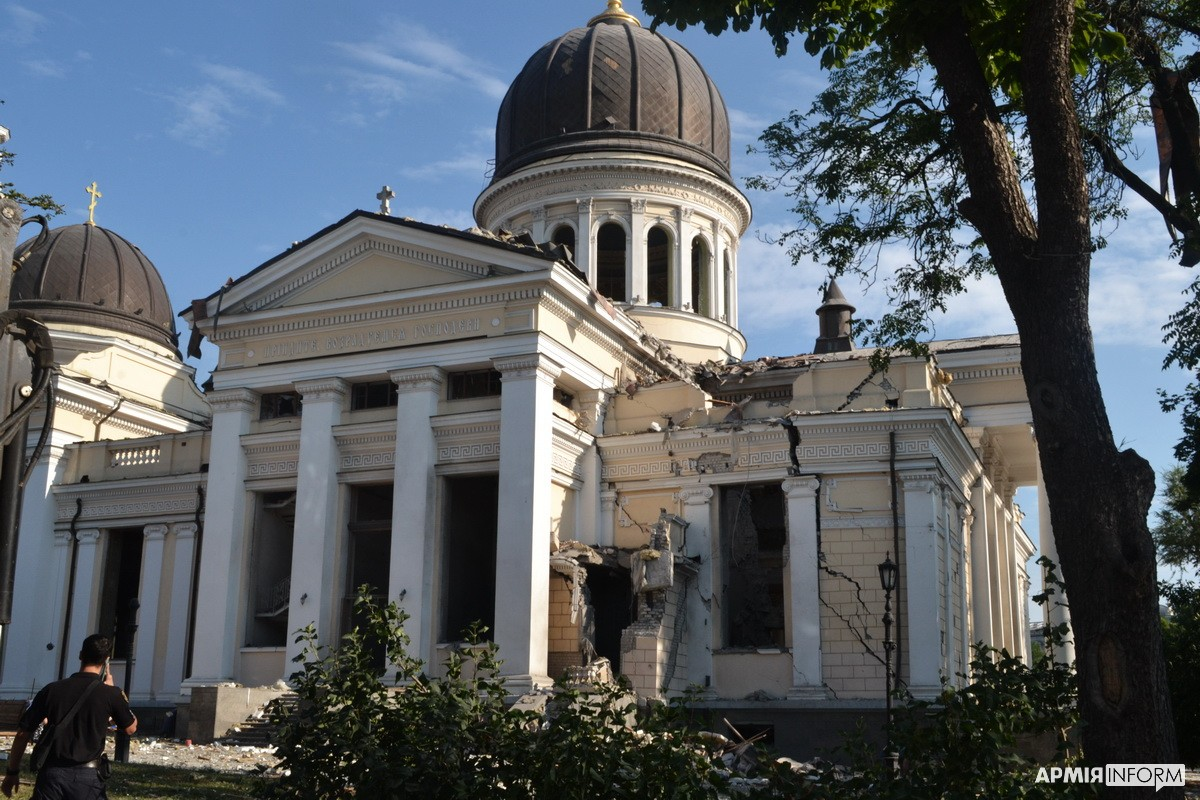
Одеський Спасо-Преображенський кафедральний собор російської православної церкви в Україні пошкоджений унаслідок російської ракетної атаки у ніч на 23 липня 2023 року

Одразу ж після розірвання Росією так званої «зернової угоди», що відбулося 17 липня, Одеса почала піддаватися масованим ракетним ударам у комбінації з атаками дронів. Три ночі поспіль — 18, 19 та 20 липня — портова інфраструктура міста та центр Одеси зазнавали масштабних руйнувань. У ніч на 18 липня поранення отримала одна людина, були пошкоджені житлові будинки та деякі об'єкти порту. Проти ночі 19 липня за декілька хвиль атак росіяни випустили по Одесі та області ракети Х-22, Х-59, Калібр, Онікс, а також дрони Shahed. Було суттєво пошкоджено інфраструктуру портів, що була задіяна в зерновому експорті, Одеси й Чорноморська, знищено 60 тис. тонн готового до відправлення зерна, пошкоджено кілька багатоповерхівок у Київському районі міста, Слободський цвинтар, промринок «7-й км» та інші об'єкти. У ніч на 20 липня знов був атакований морський порт, а також середмістя Одеси, що входить у Список Всесвітньої спадщини ЮНЕСКО. Одна людина загинула, восьмеро були травмовані. Внаслідок пошкодження більш ніж десяти пам'яток архітектури Одеси, міськрада звернулася до ЮНЕСКО з проханням розглянути питання позбавлення Росії членства в організації.
В ніч на 21 липня ворог атакував Болградський район Одеської області крилатими ракетами типу «Калібр» з акваторії Чорного моря. Дві ракети влучили в зерносховища одного з сільськогосподарських підприємств. Спалахнула пожежа й вже під час боротьби з вогнем пролунала повторна тривога. Ще одна ракета поцілила в те саме підприємство, понівечивши сільськогосподарську та рятувальну техніку. Пожежу на площі понад 200 м² оперативно ліквідували. Ворог знищив 100 тонн гороху та 20 тонн ячменю. Двоє співробітників підприємства отримали поранення.
У ніч на 23 липня російські війська випустили по Одеській області 19 ракет пя'ти типів з території Криму: 5 «Онікс» з БРК «Бастіон», 5 «Іскандер-К», 2 «Іскандер-М»; з акваторії Чорного моря: 3 Х-22 з літаків Ту-22МЗ та 4 «Калібр» імовірно з підводного човна. З них чотири «Калібра» та п'ять «Іскандер-К» знищено Силами ППО України. Внаслідок нічної атаки в Одесі постраждали 25 пам'яток культурної спадщини, що розташовані безпосередньо в зоні ЮНЕСКО, зруйновані житлові будинки. Одна людина загинула, 22 дістали поранення, у тому числі 4 дітей. 11 дорослих та 3 дітей госпіталізували. Одна з російських ракет типу Х-22 влучила з південно-східного боку в Преображенський собор Одеської єпархії РПЦ в Україні, зруйнувавши головний вівтар у середині верхнього храму. У МО РФ заявили, що найбільш ймовірною причиною руйнування споруди була робота української ППО. Це була найбільша від початку російського вторгнення в Україну масована атака по території Одеси.
Починаючи з 24 липня 2023 року РФ із застосуванням дронів-камікадзе практично щотижня завдавала ударів по трьох дунайських портах Одеської області — Ізмаїлу, Рені та Кілії. Унаслідок атак знищено сотні тисяч готового до відправлення зерна, є поранені та загиблі серед місцевих жителів, уламки дронів впали, зокрема, і на територію Румунії.

#### Серпень
Унаслідок трьох хвиль ракетної атаки та атаки дронами в ніч на 14 серпня в Одесі був повністю знищений один з найбільших у місті продовольчих гіпермаркетів «FOZZY», поранені троє працівників гіпермаркету. Також за даними Одеської мерії внаслідок збиття ракет, які ворог спрямував у середмістя Одеси, падіння уламків та вибухових хвиль спричинило пошкодження 300 будинків, у тому числі 7 закладів освіти та 4 медичних установи. Вибуховою хвилею у будівлях понівечило вікна та балкони, побило припарковані поруч автівки.

#### Вересень
Унаслідок масованої повітряної атаки ракетами «Онікс» та безпілотниками в ніч на 25 вересня в Одесі великих руйнувань зазнали будівлі Морського вокзалу, багатоповерховий готель «Одеса» та інші об'єкти в історичному центрі міста, а також були знищені зерносховища та складські будівлі в порту. Є загиблі та поранені.

#### Грудень

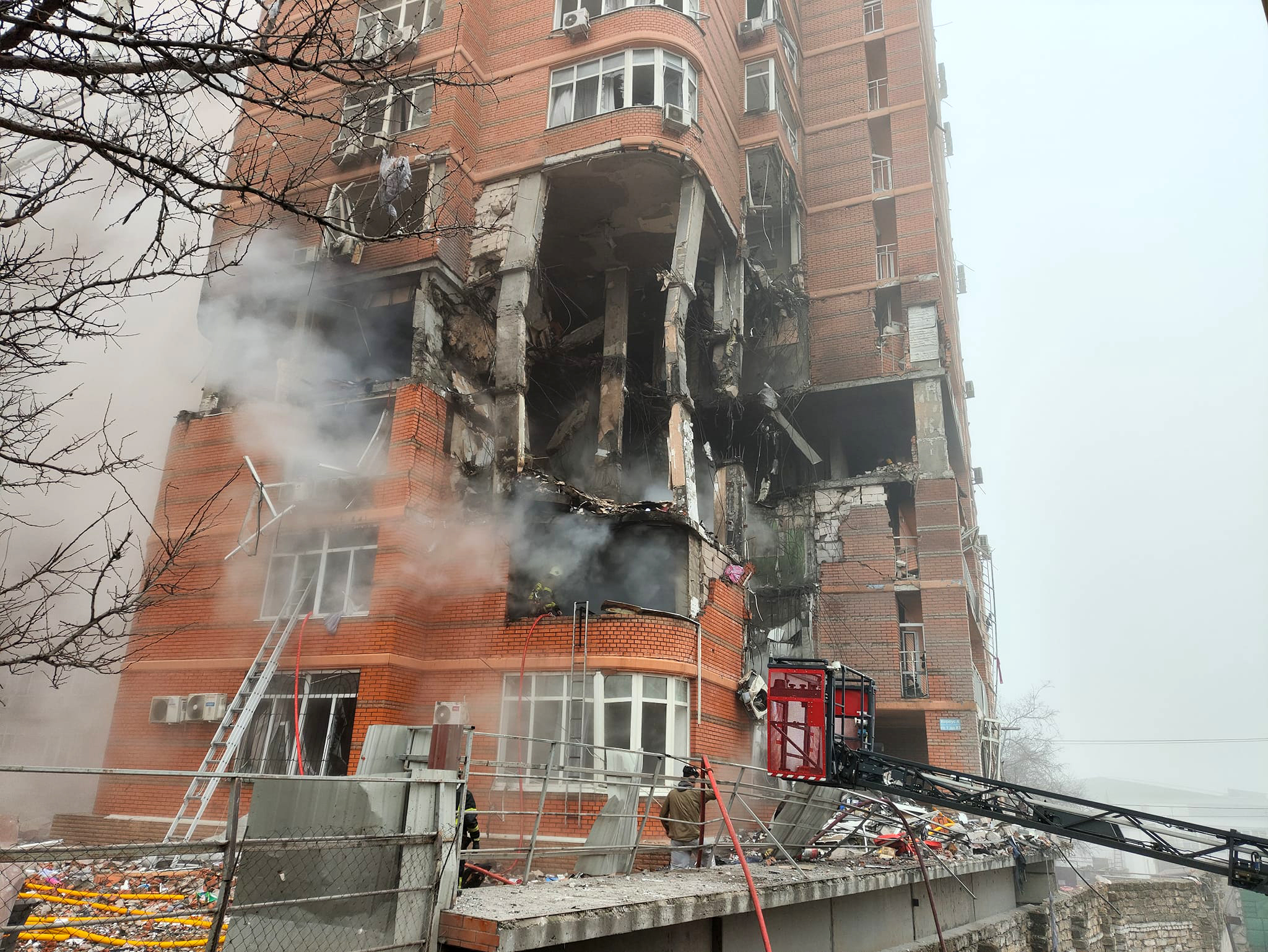
Багатоповерхівка в Одесі. у яку влучила російська ракета 29 грудня 2023 року

12 грудня, внаслідок атаки дронів на територію комунальної установи в Одесі, були поранені два чоловіка; один з них помер наступного дня.
13 грудня російський дрон поцілив у гуртожиток в Одесі: постраждало 11 мирних мешканців, троє дітей потрапили до лікарні.
29 грудня сталася масована атака на місто: постраждала одна із шкіл, а також зруйновано декілька будинків на вул. Середній та Картамишевської, а також ракета поцілила у багатоповерхівку. Є жертви та поранені.

### 2024

#### Січень

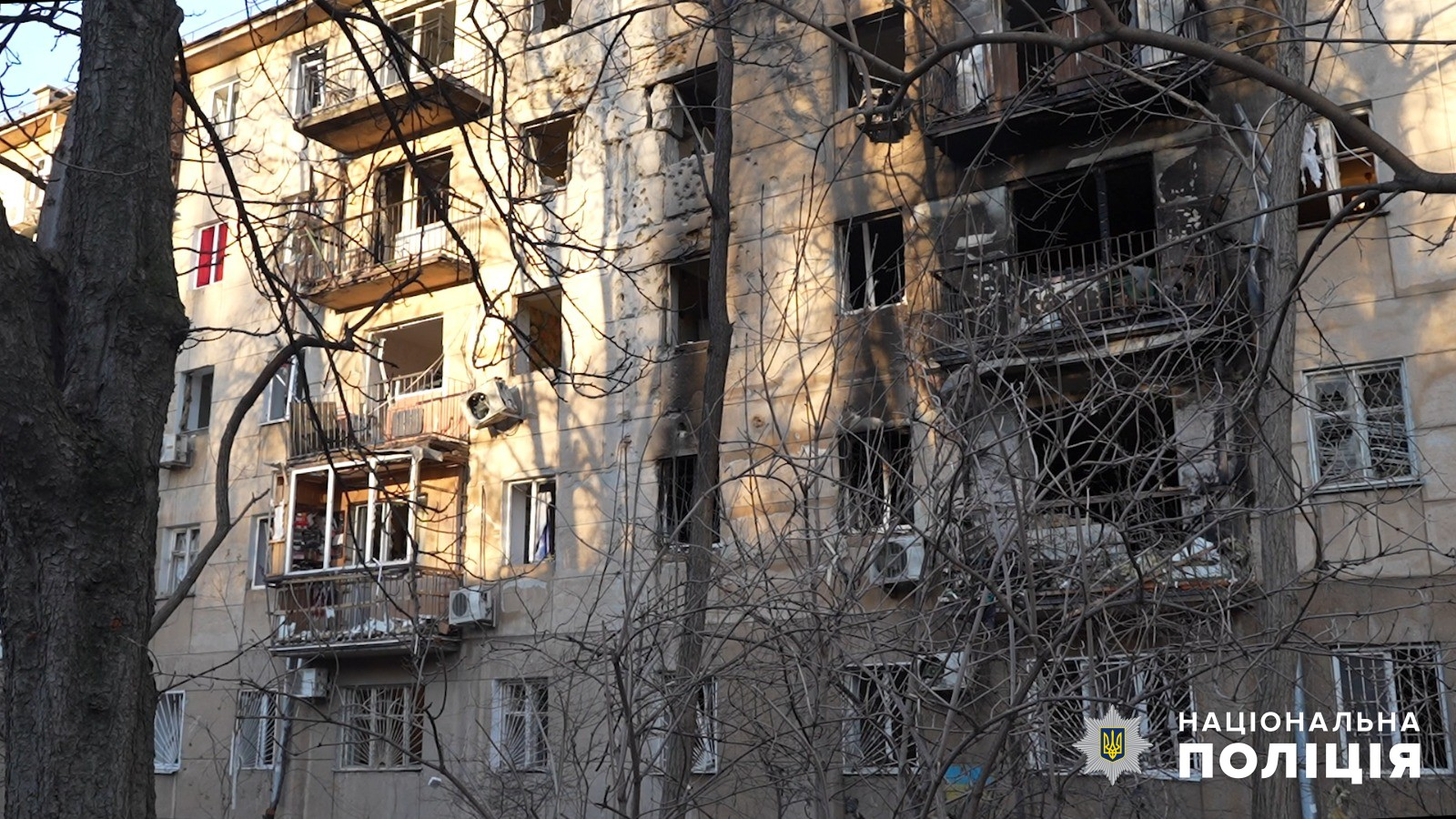
Житловий будинок у Приморському районі міста після атаки російських дронів у січні 2024 р

У ніч з 16 на 17 січня ворог здійснив масовану БпЛА атаку Одеси, були пошкоджені декілька багатоповерхівок та автомобілі. Спалахнули пожежі, які загасили співробітники ДСНС. Є поранені — відомо про двох госпіталізованих чоловіків та жінку з осколковими пораненнями. Ще одній жінці, яка отримала забій руки, допомогу надали на місці.

#### Лютий
8 лютого російсько-окупаційні війська, вночі, під час атаки дронами-камікадзе типу «Shahed-136/131» по Україні обстріляли обласний центр Одеської області. Внаслідок атаки пошкоджена цивільна інфраструктура. Ударом ворожого «Shahed-136/131» пошкоджено недобудовану багатоповерхівку, а також зафіксовано пошкодження будівлі навчального закладу: пробитий дах, перекриття, вибиті вікна.

#### Березень
У ніч на 2 березня тривога в Одесі тривала від 00:37 до 01:43. Силами ППО над Україною збиті 14/17 ударних безпілотників Shahed та 0/3 керованих авіаційних ракет Х-59/Х-35.
У Пересипському районі Одеси повністю, з дев'ятого до першого поверху, обвалилася частина житлового дев'ятиповерхового будинку, в яку влучив дрон. Знищено 18 квартир, ще 7 пошкоджено. По всій Одеській області 3 березня було оголошено днем жалоби за загиблими. Загинуло 12 людей, серед них п'ятеро дітей. Поранено ще 20 мешканців будинку, двоє з яких були доставлені в реанімацію у важкому стані.
6 березня, вранці, РФ завдала удару крилатою ракетою «Іскандер» по Одеському порту в момент зустрічі президента Володимира Зеленського з прем'єр-міністром Греції Кіріакосом Міцотакісом. Повідомляється, що ракета вдарила поряд із грецькою делегацією. Володимир Зеленський заявив, що є загиблі та поранені. Внаслідок удару по портовій інфраструктурі загинуло п'ятеро людей, ще п'ятеро — отримали поранення, однак невідомо, чи були ці жертви цивільними чи йшлося про військовослужбовців або членів делегації. Одеська міська рада та Одеська ОВА не коментували цей інцидент.
12 березня відбувся похорон загиблих цього дня — з'ясувалось, що внаслідок удару по Одеському порту загинули дев'ять військовослужбовців ВМС України.
Унаслідок ракетного удару по Одесі 15 березня 2024 року загинула 21 людина та 73 жителі було поранено.

#### Квітень

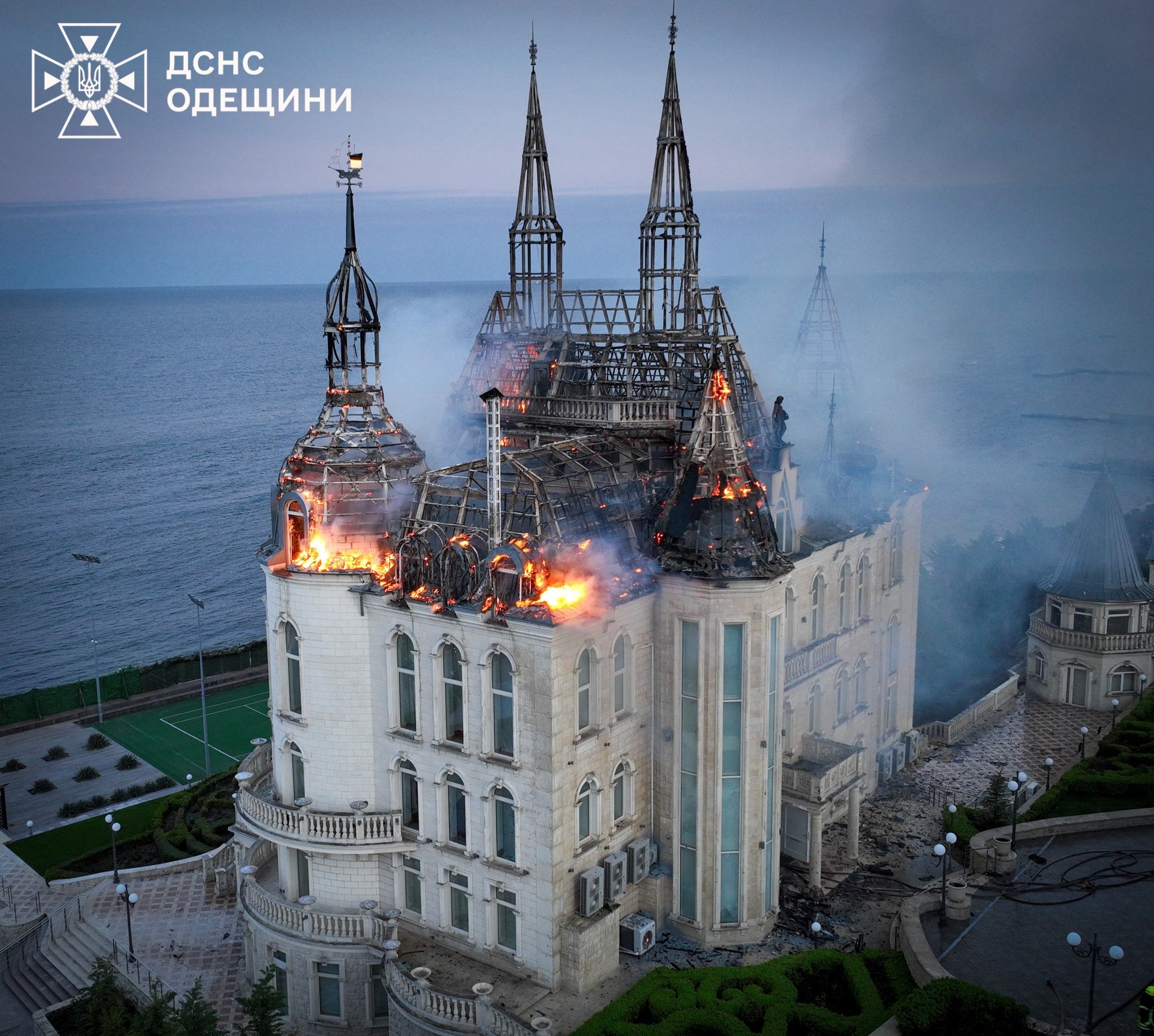
Палац студентів Одеської юридичної академії після удару 29 квітня 2024 року

24 квітня, орієнтовно о 7:00, російські окупанти завдали ракетного удару по Одесі. Стало відомо про одну постраждалу 43-річну жінку, яка у стані середнього ступеню тяжкості доставлена у лікарню. За даними голови Одеської ОВА, близько 30 будинків пошкоджені ударною хвилею: вибиті шибки та скло, в деяких оселях впали стелі.
29 квітня о 18:28 росіяни вдарили ракетою «Іскандер» з касетним боєприпасом по палацу студентів Національного університету «Одеська юридична академія». В результаті удару загинуло 8 осіб та понад 30 поранених, зокрема тяжких. Серед загиблих — проректор з питань навчально-інноваційного розвитку та економічної діяльності академії Міжнародного гуманітарного університету Борис Васильєв. Серед поранених — колишній народний депутат та президент «Одеської юридичної академії» Сергій Ківалов з осколковим пораненням стегна та венозною кровотечею. У зв'язку із загибеллю людей 30 квітня в Одеській області оголосили днем жалоби.

#### Травень
1 травня російські війська влучили по сортувальному депо та відділенню «Нової пошти». Постраждало 14 осіб.
17 травня внаслідок обстрілу Одеси росіянами руйнувань зазнали складські приміщення приватних підприємств харчової промисловості, одна людини загинула, 8 поранено.

#### Червень
14 червня росіяни атакували Одесу ракетами «Калібр». Внаслідок обстрілу пошкоджено бізнес-центр, навчальний заклад, житловий комплекс, заклади харчування та крамниці в середмісті, щонайменше троє осіб загинуло 13 поранено.
24 червня внаслідок ракетного обстрілу пошкоджено складські приміщення торговельної мережі, травмовано трьох осіб.

#### Жовтень
7 жовтня РФ атакувала Одесу балістичними ракетами та влучила у цивільне судно під прапором Палау. Загинув 60-річний українець, працівник приватної компанії, що обробляє вантажі. Ще п'ятеро іноземних громадян постраждали.
11 жовтня внаслідок нічної атаки в Одесі загинули 4 людини, серед яких 16-річна дівчина підліток, 10 осіб постраждали. З-під завалів врятовано 4 особи.
14 жовтня російська армія атакувала Одесу балістичною ракетою. Під атакою був Одеський порт. Внаслідок удару загинула одна людина та 8 отримали поранення. Всі загиблі та травмовані — працівники припортової інфраструктури.
29 жовтня армія РФ атакувала регіон двома керованими авіаційними ракетами Х-31: в Одеському районі осколком ракети було вбито 71-річного чоловіка, який знаходився біля моря.
31 жовтня унаслідок ракетної атаки по Одесі зазнало руйнувань Новоміське (Таїровське) кладовище. Пошкоджено 114 могил, 19 із них зруйновано повністю. Також зазнали поранень двоє співробітників пожежно-рятувальної частини, куда влучила ракета. Є пошкодження адміністративної будівлі пожежної частини, пожежних автоцистерн, автівок містян.

#### Листопад
У ніч проти 8 листопада російська армія завдала по Одесі удару безпілотниками. Унаслідок атаки пошкоджені приватні житлові будинки, сильно пошкоджена одна з найстарших шкіл Одеси № 125, у низці будівель вибиті вікна. Загинув чоловік, що був за кермом своєї автівки, а ще дев'ятеро постраждали.
В ніч на 9 листопада ворог атакував місто та район ударними безпілотниками. внаслідок російського удару по Одесі одна людина загинула та 13 постраждали.
10 листопада в Одесі внаслідок атаки пошкоджено будинки, адмінбудівлі, гаражний кооператив, складські приміщення, автомобілі, кіоски та павільйони на території місцевого ринку. Поранені двоє мешканців приватного будинку у Пересипському районі.
Вечері 14 листопада російська армія вкотре атакувала Одесу. В середмісті загинула жінка 35 років, яка в момент удару була вдома, є поранені. Був пошкоджений магістральний трубопровід теплопостачання. Внаслідок цього було вимушено припинено роботу однієї із котелень міста.
17 листопада в Одеській області через атаку окупантів загинули двоє людей, поранений 17-річний хлопець.
Вдень 18 листопада 2024 року Росія атаковала Одесу балістичною ракетою «Іскандер-М». Сили ППО збили ракету, вона упала у Приморському районі міста, повідомили в Повітряних силах. Через падіння ракети «Іскандер-М» на житлову забудову міста загинуло 11 одеситів, у тому числі слідчі, які працювали в адмінбудівлі та звичайні перехожі. 55 людей було поранено.

### 2025

#### Січень
31 січня росіяни здійснили ракетний удар по історичному центру, серйозно пошкодивши будівлю готелю «Бристоль» та фасади інших об'єктів, у тому числі 15-ти пам'яток культури. Постраждали будівлі археологічного, історико-краєзнавчого, літературного музеїв, музею західного і східного мистецтва, обласної філармонії, будівля Союзу архітекторів України та банку «Порто-Франко». Через атаку семеро людей зазнали поранень.

#### Липень
В ніч на 24 липня ворог атакував місто безпілотниками, зазнав руйнувань ринок «Привоз», Воронцовський палац, який є пам'яткою архітектури початку XIX століття, Приморський бульвар, який перебуває під охороною ЮНЕСКО, частково зруйнована 9-поверхівка, з 5-го по 8-й поверхи та сталася масштабна пожежа на 5-му та 6-му поверхах одного з під'їздів, загинула 1 людина, ще 5 осіб отримали поранення.

## Жертви серед цивільного населення Одеси
Станом на 1 січня 2025 року в Одесі внаслідок ворожих атак загинули щонайменше 84 цивільних — мешканців та гостей міста. Водночас, найімовірніше, кількість цивільних жертв більша, оскільки навесні 2024 року в Одесі сталося кілька атак, внаслідок яких загинули як цивільні, так і військовослужбовці. Але згідно з відкритими джерелами, віднести загиблих до мирних жителів або до військовослужбовців Сил оборони наразі не є можливим.
- (1–8) Вісім людей (включно з тримісячною дівчинкою) загинули внаслідок удару по ЖК «Тірас» 23 квітня 2022 р.
- (9) підліток під час удару по гуртожитку  2 травня 2022 р.
- (10) співробітник складу під час удару по Суворовському району Одеси 9 травня 2022 р.
- (11) охоронець складу у Київському районі Одеси 20 червня 2022 р.
- (12) Після атаки дронів-камікадзе в адмінбудівлі Одеського порта 23 вересня 2022 р. загинула ще одна цивільна людина[149].
- (13) Наступною жертвою серед мирних мешканців Одеси став охоронець одного з одеських заводів. Він загинув ввечері 17 травня 2023 р. під час чергової масованої ракетної атаки на місто[150].
- (14–16) Ще троє мирних жителів Одеси загинули у ніч на 10 червня 2023 року в результаті атаки дронів «Shahed», уламки яких впали на багатоповерховий житловий будинок[151].
- (17) 10 липня 2023 року кількість загиблих внаслідок цієї атаки виросла до чотирьох — у лікарні помер молодий чоловік 1999 року народження[152].
- (18–20) 14 червня 2023 року, вранці, внаслідок ракетної атаки «Калібрами» на Приморський район міста загинули ще троє одеситів, 13 людей було поранено[153].
- (21) 21 червня мер Одеси Генадій Труханов повідомив, що двоє поранених були відправлені на операцію до Австрії за підтримки міжнародних партнерів, та що кількість жертв ракетної атаки також збільшилася до чотирьох — у лікарні померла ще одна людина[154].
- (22) 19 липня 2023 року після атаки на центр міста з-під завалів дістали загиблого 21-річного хлопця[155]
- (23) 23 липня у середмісті загинув ще один одесит[156].
- (24–25) 27 липня 2023 року стало відомо ще про двох загиблих— під час атаки на морський порт загинув цивільний співробітник[157], а під завалами зруйнованого ракетною атакою 23 липня приватного будинку знайдено тіло жінки[158].
- (26–27) 25 вересня 2023 року внаслідок нічної атаки російських терористів на Одесу загинули ще двоє цивільних людей, що працювали у припортовому складі, де зберігалося зерно.[159]
- (28) 13 грудня 2023 року від уламків російських дронів загинув 42-річний робітник одеського комунального підприємства.[160]
- (29–33) Під час масованої дронової та ракетної атаки 29 грудня 2023 року та влучання у житлові будинки загинули ще п'ятеро мирних мешканців міста[161], крім того ще 32 одесита було поранено.
- (34) У новорічну ніч 1 січня 2024 року у своїй квартирі загинув 15-річний підліток — туди влучили уламки збитого дрона.[162] Ця цифра збігається з даними місцевих ЗМІ, які зазначають, що станом на 1 січня 2024 року внаслідок ворожих атак на Одесу загинуло 34 мирних одесита[163].
- (35–37) Ще троє мирних мешканців Одеси загинули у ніч на 23 лютого 2024 року — один з російських безпілотників впав на цивільне підприємство в прибережній зоні міста Одеси. тіла людей виявили під завалами[164].
- (38) Пізно ввечері того ж дня, 23 лютого 2024 року внаслідок нової атаки «шахедів» в Одесі було зруйновано одноповерховий житловий будинок в Приморському районі — загинув мешканець будинку, ще троє людей були поранені[165].
- (39) 25 лютого стало відомо, що внаслідок цієї атаки у лікарні померла ще одна літня одеситка[166].Зруйнована дев'ятиповерхівка в Одесі після атаки російського дрону 2 березня 2024 р

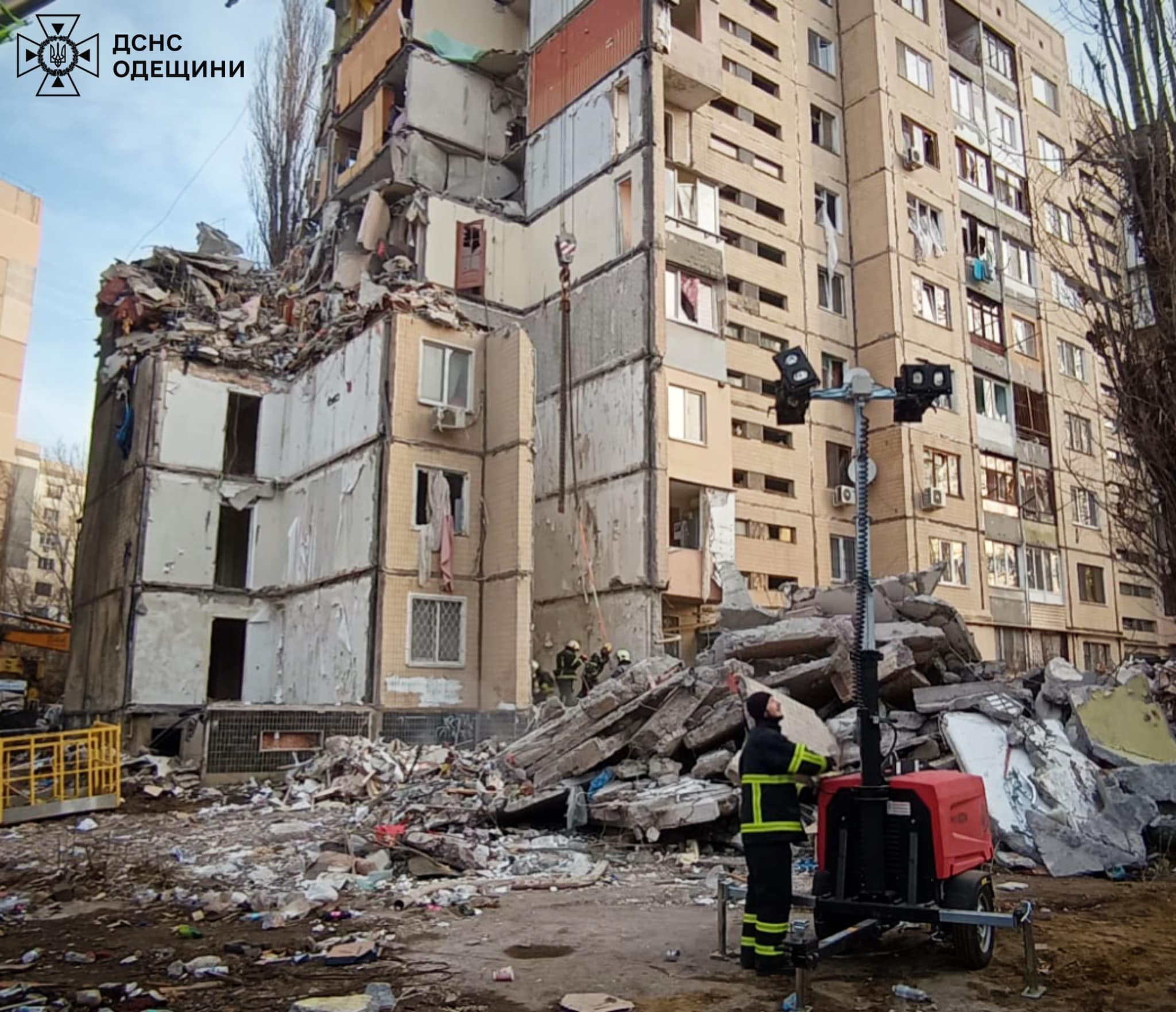
Зруйнована дев'ятиповерхівка в Одесі після атаки російського дрону 2 березня 2024 р

- (40–51) У ніч на 2 березня 2024 року внаслідок влучання російського дрону у дев'ятиповерховий житловий будинок у Пересипському районі загинули 12 одеситів, серед них п'ятеро дітей — двоє немовлят (чотиримісячний хлопчик та семимісячна дівчинка), два хлопчики віком 3 і 9 років та восьмирічна дівчинка. Зокрема, внаслідок удару у повному складі загинула багатодітна родина[167][168][169][115].Рятівники шукають людей під завалами будинку

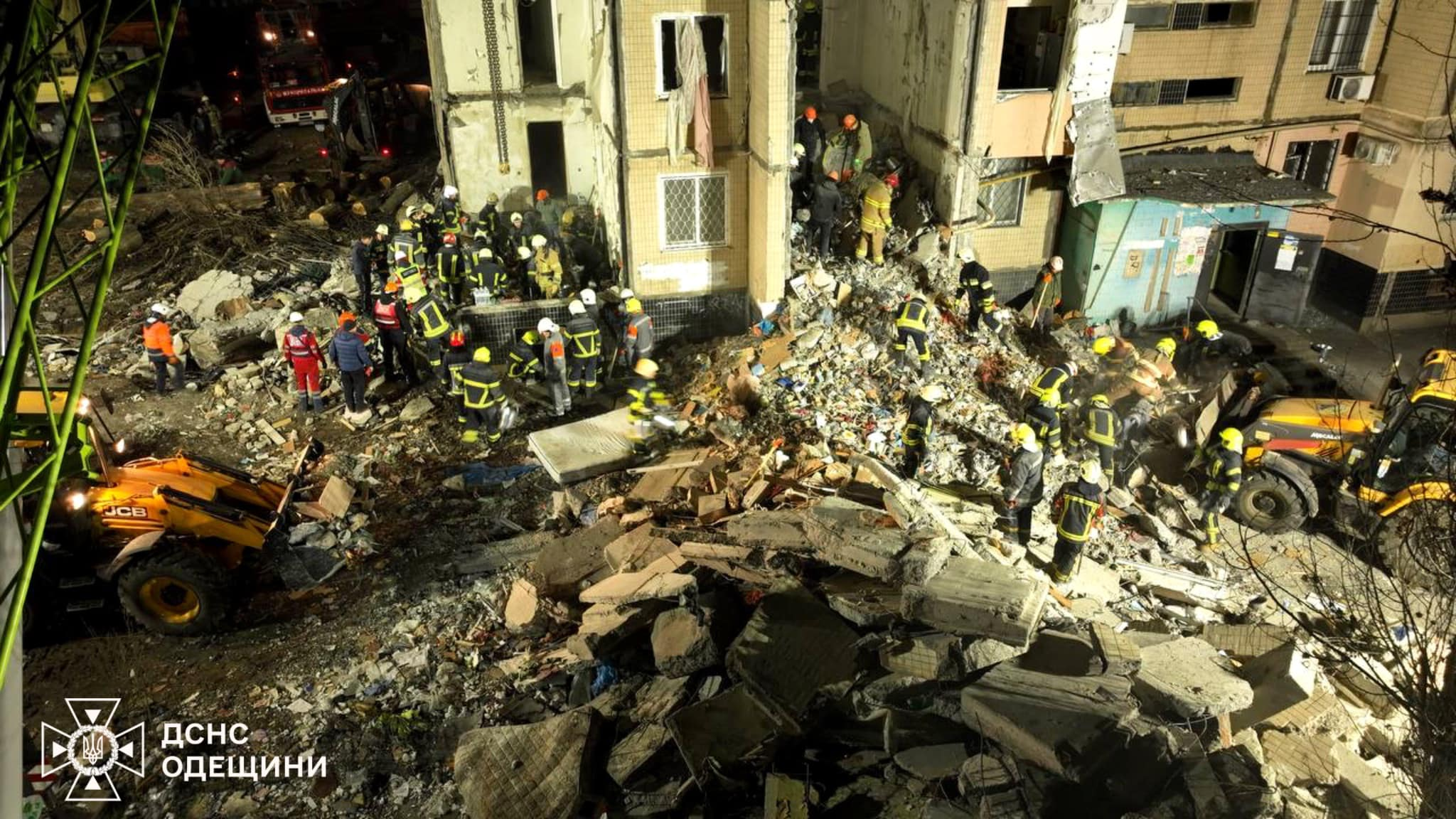
Рятівники шукають людей під завалами будинку

- (52) 3 березня 2024 року в лікарні померла 61-річна жінка: вона стала ще одною жертвою дронового удару по Одесі, який стався ввечері 23 лютого. Медики 9 днів боролися за її життя, але безуспішно[170].
- (~55) 15 березня 2024 року внаслідок подвійного ракетного удару балістичними ракетами Іскандер-М по Одесі загинула 21 людина, і ще 73 були поранені. Серед загиблих були рятувальники та фельдшер, які приїхали на місце трагедії допомагати постраждалим від атаки. З відкритих джерел та офіційних повідомлень різних відомств встановлено 15 осіб загиблих. 12 з них належали до Сил оборони, троє — мирні жителі. Приналежність ще шістьох людей не встановлено.

- (~63) 29 квітня 2024 року внаслідок ракетного обстрілу узбережжя Одеси ракетами з касетними боєприпасами загинуло 8 людей, які гуляли морем, у тому числі 4-річна дівчинка[171].
- (~64) 7 жовтня 2024 року від ракетного удару загинув 60-річний українець, працівник приватної компанії, що обробляє вантажі в порту[132].
- (~68) 11 жовтня 2024 року внаслідок атаки в Одесі загинули 4 людини, у тому числі дівчина-підліток.[133].
- (~69) 14 жовтня 2024 року під час ракетної атаки на Одеський порт загинув молодий хлопець, ще 8 цивільних поранені[134].
- (~70) В ніч з 7 на 8 листопада 2024 року від час атаки російських дронів загинув чоловік, що був за кермом своєї автівки, ще 9 людей постраждали[137]
- (~71) В ніч проти 9 листопада 2024 року внаслідок російського удару по Одесі к своєму будинку загинула жінка, її чоловік та син поранені. Всього постраждали 13 людей[138].
- (~72) Ввечері 14 листопада 2024 року під час комбінованої ракетної та дронової атаки на центр Одеси загинула місцева жителька, ще 10 одеситів поранені[172].
- (~82) Вдень 18 листопада 2024 року через падіння збитої російської ракети «Іскандер-М» на житлову забудову міста загинуло 10 одеситів, у тому числі слідчі, які працювали в адмінбудівлі та звичайні перехожі. 55 людей було поранено[142].
- (~83) 20 листопада 2024 року у міській лікарні помер ще один чоловік, який був тяжко поранений під час атаки 18 листопада[143].
- (~84) 28 листопада 2024 року в лікарні від отриманих травм померла 26-річна дівчина, яка була поранена внаслідок атаки "шахедів" вночі 8 листопада. [173]

Водночас, це число не є остаточним, тому що низка жителів Одеси загинула від ракетного обстрілу в інших населених пунктах, де вони знаходилися по сімейних чи робочих справах. Як приклади, можна навести удари по багатоповерхівці у Дніпрі 14 січня 2023 року, по базах відпочинку у Сергіївці 1 липня 2022 року та інші трагічні випадки. Крім того, ще десятки мирних жителів Одеської області загинули в Сергіївці, Затоці, Дачному, Усатовому та багатьох інших населених пунктах регіону.